# Diploderma fasciatum
Diploderma fasciatum — вид ігуаноподібних ящірок родини агамових (Agamidae). Мешкає в Китаї і В'єтнамі.

## Поширення і екологія
Diploderma fasciatum мешкають на півночі В'єтнаму та на півдні Китаю, від Сичуаня на схід до Чунцина і на південь до Гуйчжоу, Хунаня і Гуансі. Вони живуть у вологих гірських і рівнинних тропічних і субтропічних лісах, у вічнозелених лісах і чагарникових заростях, на узліссях та на берегах струмків. Зустрічаються на висоті від 800 до 2000 м над рівнем моря. Ведуть денний, наземний спосіб життя. Самиці відкладають яйця, в кладці від 3 до 6 яєць. Гніздування відбувається в липні.